# Didiscus verdensis
Didiscus verdensis är en svampdjursart som beskrevs av Hiemstra och van Soest 1991. Didiscus verdensis ingår i släktet Didiscus och familjen Heteroxyidae.
Artens utbredningsområde är havet utanför Kap Verde. Inga underarter finns listade i Catalogue of Life.